# Kikuchi Yosai
En aquest nom japonès, el cognom és Kikuchi.
Kikuchi Yosai (菊池容斎 1781-1878), també conegut com a Kikuchi Takeyasu i Kawahara Ryohei va ser un pintor japonès famós principalment pels seus retrats monocroms de figures històriques.

## Vida
Fill d'un samurai d'Edo anomenat Kawahara, va ser adoptat per la família Kikuchi, que eren els antics criats hereditaris del clan Tokugawa. A 18 anys va esdevenir deixeble de Takata Enjō; però, després d'estudiar els principis de les escoles Kano, Shijo i Maruyama, potser amb el mestre Ozui, un fill d'Okyo, va desenvolupar un estil independent, amb més afinitats amb el de Tani Buncho.
La seva història il·lustrada dels herois japonesos, el Zenken Kojitsu, és una mostra notable de la seva força com a dibuixant en tinta monocroma. A fi de produir aquesta obra, i els seus molts altres retrats de figures històriques, va efectuar una extensa recerca històrica, i fins i tot arqueològica. El Zenken Kojitsu inclou unes 500 grans figures de la història japonesa, i es va imprimir originalment com una sèrie de deu llibres de xilografies el 1878, l'any en què Yosai va morir.

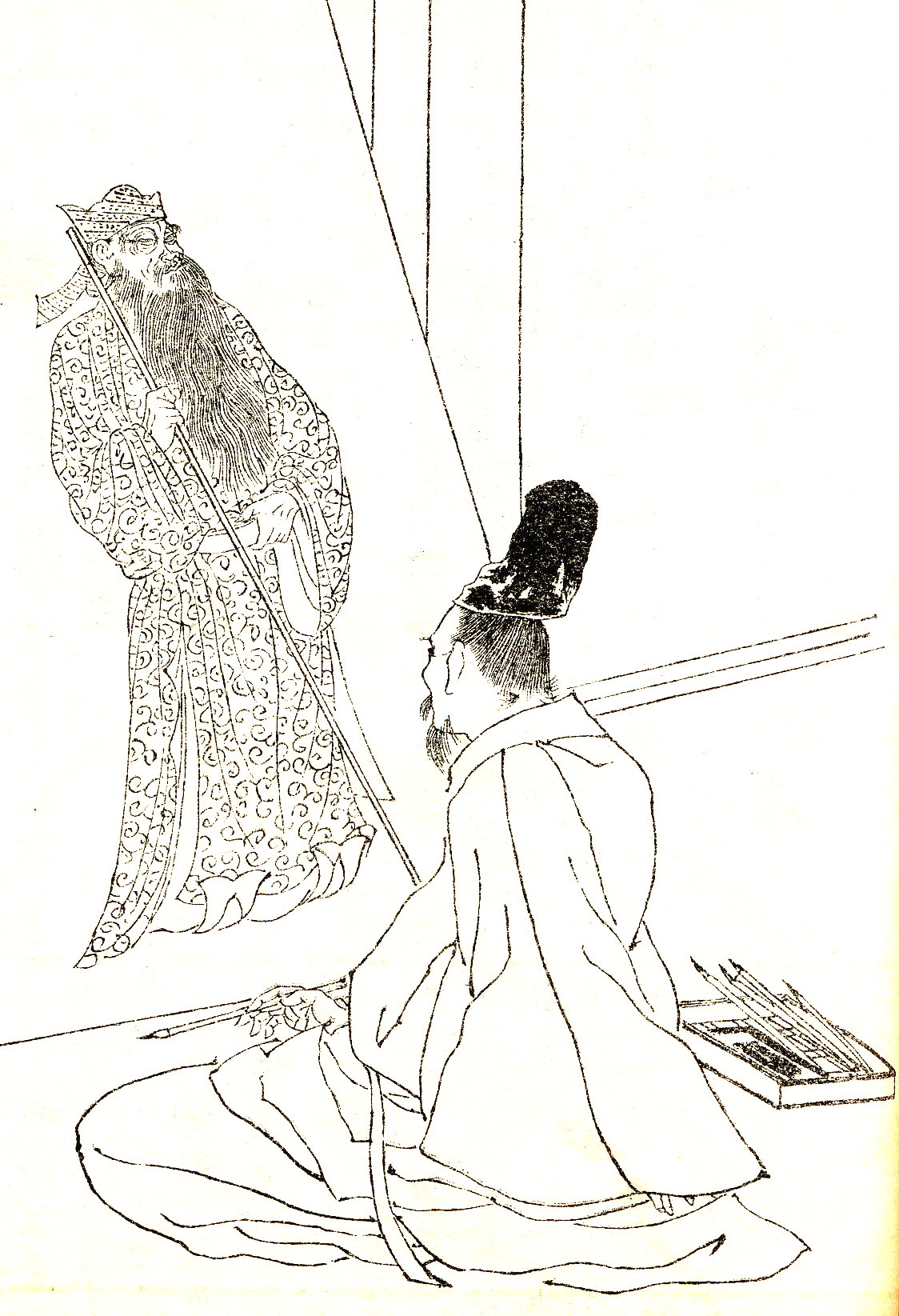
El gran esperit de Kaneoka, de Kikuchi Yosai